# GN Водолея
GN Водолея (лат. GN Aquarii) — двойная затменная переменная звезда типа Алголя (EA) в созвездии Водолея на расстоянии приблизительно 1464 световых лет (около 449 парсеков) от Солнца. Видимая звёздная величина звезды — от +12,16m до +11,72m. Орбитальный период — около 4,4045 суток.

## Характеристики
Первый компонент — жёлтая звезда спектрального класса G. Эффективная температура — около 5478 К.